# Scuola Nazionale dell’Amministrazione
Die Scuola Nazionale dell’Amministrazione (SNA) (dt. „Nationale Verwaltungsschule“) Italiens ist eine in Rom ansässige Bildungseinrichtung für die Aus- und Weiterbildung höherer Verwaltungsbeamter. Sie untersteht dem Amt des italienischen Ministerpräsidenten.
Der Hauptsitz der SNA befindet sich im Norden Roms am rechten Tiberufer nahe der Milvischen Brücke und des Außenministeriums an der Via Maresciallo Caviglia und an der Via dei Robilant. Der zweite Sitz befindet sich im Komplex des Palastes von Caserta.

## Geschichte
1957 wurde die Scuola Superiore della Pubblica Amministrazione (SSPA) in Rom gegründet. Im Lauf der Zeit errichteten einzelne Ministerien eigene Schulen, namentlich:
- das Außenministerium die Diplomatenschule Istituto Diplomatico “Mario Toscano”;
- das Innenministerium die Verwaltungsakademie Scuola superiore dell’amministrazione dell’interno;
- das Verteidigungsministerium das Centro di formazione della difesa für zivile Mitarbeiter;
- das Finanzministerium die Finanzakademie Scuola Superiore dell’Economia e delle Finanze.

Hinzu kam eine Akademie für Statistik, Wirtschaft und Soziales des nationalen Statistikamtes ISTAT.
Im Zug einer Reform wurde 2013 die Scuola Superiore della Pubblica Amministrazione in Scuola Nazionale dell’Amministrazione (SNA) umbenannt, wobei man sich bei der Bezeichnung an der 1945 gegründeten französischen Elitehochschule École nationale d’administration (ENA) orientierte, ohne jedoch das Konzept der grandes écoles zu übernehmen. Die SNA bildete zusammen mit den oben aufgelisteten Schulen ein System, das für die Auswahl, die Aus- und Weiterbildung der zivilen Führungskräfte des öffentlichen Dienstes zuständig war, sowohl auf nationaler, als auch auf regionale Ebene. Bei Bedarf wurde man auch für Provinzen und Gemeinden aktiv. Die genannten Hochschulen und deren Ausbildungsbetrieb wurden von einem Komitee koordiniert, dem der italienische Ministerpräsident oder ein von ihm beauftragter Minister vorsaß. Das Komitee war bei der SNA angesiedelt, was deren herausgehobene Stellung unterstrich.
Im Zug von drastischen Rationalisierungsmaßnahmen wurden Ende 2014 die oben gelisteten Schulen in ihrer bisherigen Form aufgelöst und als Fachbereiche in die SNA eingegliedert. Als solche verblieben sie zunächst an den Standorten ihrer Vorgängerorganisationen.
Die separaten Bildungseinrichtungen für Richter und Staatsanwälte, Offiziere und höhere Polizeibeamte sowie Führungskräfte der Feuerwehr bleiben unverändert bestehen.

## Organisation
Im August 2014 schloss die SNA mit den betroffenen Ministerien Vereinbarungen, um die Organisation und den Ausbildungsbetrieb für eine Übergangsphase zu regeln. Nach Abschluss des Eingliederungsprozesses und einer internen Neuordnung gliedert sie die SNA in folgende Fachbereiche (dipartimenti):
- Management, Organisation und Personal
- Europäische Integration und internationale Angelegenheiten
- Wirtschaft, Finanzen und Statistik
- Institutionen, Gebietskörperschaften, öffentliche Politik und Entwicklung

Der Unterstützungsbereich der SNA umfasst zwei Abteilungen mit insgesamt sechs Referaten. Eine Abteilung ist für Verwaltungsangelegenheiten zuständig, die andere befasste sich um die Organisation und die Weiterentwicklung des Ausbildungsbetriebs. Hinzu kommt die Verwaltung der Außenstelle in Caserta.

## Ausbildung
Bewerber für die Ausbildung zur höheren Verwaltungslaufbahn müssen grundsätzlich einen Master-Abschluss oder einen gleichwertigen, staatlich anerkannten Abschluss eines fünfjährigen Hochschulstudiums vorweisen. Unter Umständen genügt (vor allem bei internen Bewerbern) auch ein Bachelor und eine mehrjährige einschlägige Berufserfahrung. Die Auswahl erfolgt durch ein Auswahlverfahren (concours) sowie im weiteren Verlauf während der acht- bis zwölfmonatigen Grund- und Fachausbildung durch Prüfungen und der daraus resultierenden Eignungsreihenfolge (classement). Letztere entscheidet über die endgültige Übernahme oder das Fortkommen sowie über die individuellen Einsatzmöglichkeiten.
Die SNA bietet darüber hinaus zahlreiche andere Lehrgänge und Seminare an, oft auch in Zusammenarbeit mit Hochschulen und Behörden im In- und Ausland.